# Negus

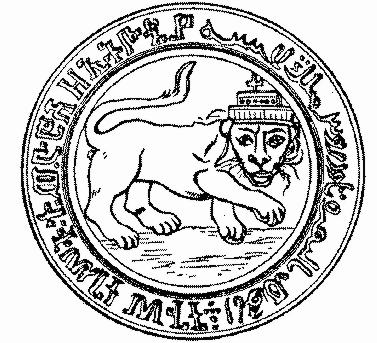
Siegel von Tewodros II.
Nǝguśä Nägäśt Tewodros zäʾItyop̣ya

Negus ist im Altäthiopischen und Amharischen der Titel für einen königlichen Herrscher. Zu unterscheiden sind einerseits das einfache ንጉሥ nǝguś (‚König‘) und verwandte Bezeichnungen, andererseits die Fügung ንጉሠ ነገሥት nǝguśä nägäśt (‚König der Könige‘). In vokalisierter Form sind beide Titel erstmals für die Zeit des aksumitischen Königs Ezana im 4. Jahrhundert inschriftlich nachweisbar.

## Etymologie
Die unvokalisierte Wurzel ngś ist bereits für das 3. Jahrhundert belegt. Ihre ursprüngliche Bedeutung könnte mit dem Eintreiben von Abgaben in Verbindung stehen (vgl. auch hebräisch נֹּגְשִׂים nōgĕśîm, Ex 5,6 ). Aus der unvokalisierten entstanden zwei vokalisierte Formen: ነጋሢ nägaśi und ንጉሥ nǝguś, beide mit dem Plural ነገሥት nägäśt (bzw. ነገሥታት nägäśtat mit zusätzlichem externen Plural). Der Unterschied zwischen den beiden Varianten ist nicht völlig geklärt; möglicherweise ist nägaśi älter und nǝguś jünger, möglicherweise war nägaśi eher hochsprachlich (vgl. 1 Sam 10,24 ), nǝguś eher volkstümlich.

## Nǝguś
Nǝguś meint einen königlichen Herrscher, auch den Herrscher (Kaiser) von Äthiopien (ንጉሠ ኢትዮጵያ nǝguśä Ityop̣ya). Unter ihm gab es weitere Herrscher mit diesem Titel, beispielsweise in Goǧǧam oder den ባሕር ነጋሽ baḥǝr nägaš (‚König des Meeres‘) am Roten Meer. Der Titel wurde auch von anderen Völkern übernommen (z. B. Gurage: nugs). Erstmals im englischen Sprachraum erwähnt wurde er 1594. Die letzten Verleihungen erfolgten durch Yoḥannǝs IV. 1881 an Ras Adal, nun Täklä Haymanot (von Goǧǧam und zunächst auch Käfa), durch Iyasu V. 1914 an seinen Vater Ras Mikaʾel (von Wällo und Tǝgray), durch Zäwditu 1917 an Ras Wäldä Giyorgis (von Gondär) und schließlich 1928 an Ras Täfäri (ohne Provinzangabe).

## Nǝguśä Nägäśt
Der Titel Nǝguśä Nägäśt für den Herrscher des äthiopischen Reiches bedeutet König der Könige bzw. elativisch Großkönig und ist so mit Titeln zahlreicher anderer Sprachen vergleichbar. Eine gleichwertige Bezeichnung war ዓጼ ʿaṣe, regelmäßig gefolgt vom Namen (belegt seit der aksumitischen Spätzeit). Die Anrede lautete ዣንሆይ žanhoy oder ጃንሆይ ǧanhoy (‚Majestät‘). Das weibliche Pendant (für eine Herrscherin aus eigenem Recht wie Zäwditu) war ንግሥተ ነገሥታት nǝgǝśtä nägäśtat (‚Königin der Könige‘); die Kaisergemahlin trug traditionell den Titel እቴጌ ǝtege. Haylä Sǝllase setzt Nǝguśä Nägäśt in der Verfassung von 1931 mit Empereur (Kaiser) gleich.

## Trivia
In Star Trek: Deep Space Nine trägt das Oberhaupt der Ferengi den Titel Großer Nagus. Ein Negus hat oft auch einen Pferdenamen als zusätzlichen Adelstitel. In manchem Fall ist der Pferdename der einzige bekannte Name eines Herrschers.